# FAFSA
 (février 2021).
La mise en forme du texte ne suit pas les recommandations de Wikipédia : il faut le « wikifier ».
Les points d'amélioration suivants sont les cas les plus fréquents :
- Les titres sont pré-formatés par le logiciel. Ils ne sont ni en capitales, ni en gras.
- Le texte ne doit pas être écrit en capitales (les noms de famille non plus), ni en gras, ni en italique, ni en « petit »…
- Le gras n'est utilisé que pour surligner le titre de l'article dans l'introduction, une seule fois.
- L'italique est rarement utilisé : mots en langue étrangère, titres d'œuvres, noms de bateaux, etc.
- Les citations ne sont pas en italique mais en corps de texte normal. Elles sont entourées par des guillemets français : « et ».
- Les listes à puces sont à éviter, des paragraphes rédigés étant largement préférés. Les tableaux sont à réserver à la présentation de données structurées (résultats, etc.).
- Les appels de note de bas de page (petits chiffres en exposant, introduits par l'outil «  Source ») sont à placer entre la fin de phrase et le point final[comme ça].
- Les liens internes (vers d'autres articles de Wikipédia) sont à choisir avec parcimonie. Créez des liens vers des articles approfondissant le sujet. Les termes génériques sans rapport avec le sujet sont à éviter, ainsi que les répétitions de liens vers un même terme.
- Les liens externes sont à placer uniquement dans une section « Liens externes », à la fin de l'article. Ces liens sont à choisir avec parcimonie suivant les règles définies. Si un lien sert de source à l'article, son insertion dans le texte est à faire par les notes de bas de page.
- La présentation des références doit suivre les conventions bibliographiques. Il est recommandé d'utiliser les modèles {{Ouvrage}}, {{Chapitre}}, {{Article}}, {{Lien web}} et/ou {{Bibliographie}}. Le mode d'édition visuel peut mettre en forme automatiquement les références.
- Insérer une infobox (cadre d'informations à droite) n'est pas obligatoire pour parachever la mise en page.

Pour une aide détaillée, merci de consulter Aide:Wikification.
Si vous pensez que ces points ont été résolus, vous pouvez retirer ce bandeau et améliorer la mise en forme d'un autre article.
 (février 2021).
La demande gratuite d'aides fédérales aux étudiants ( FAFSA ) est un formulaire rempli par les étudiants universitaires actuels et potentiels ( premier cycle à troisième cycle) aux États-Unis pour déterminer leur admissibilité aux aides financières aux étudiants .
Le FAFSA ne doit pas être confondu avec le profil CSS, qui est également requis par certaines universités (principalement privées). Le CSS est un produit payant du College Board (une organisation privée à but non lucratif) et est généralement utilisé par les universités pour distribuer leur propre financement institutionnel plutôt que le financement fédéral ou étatique.

## Admissibilité

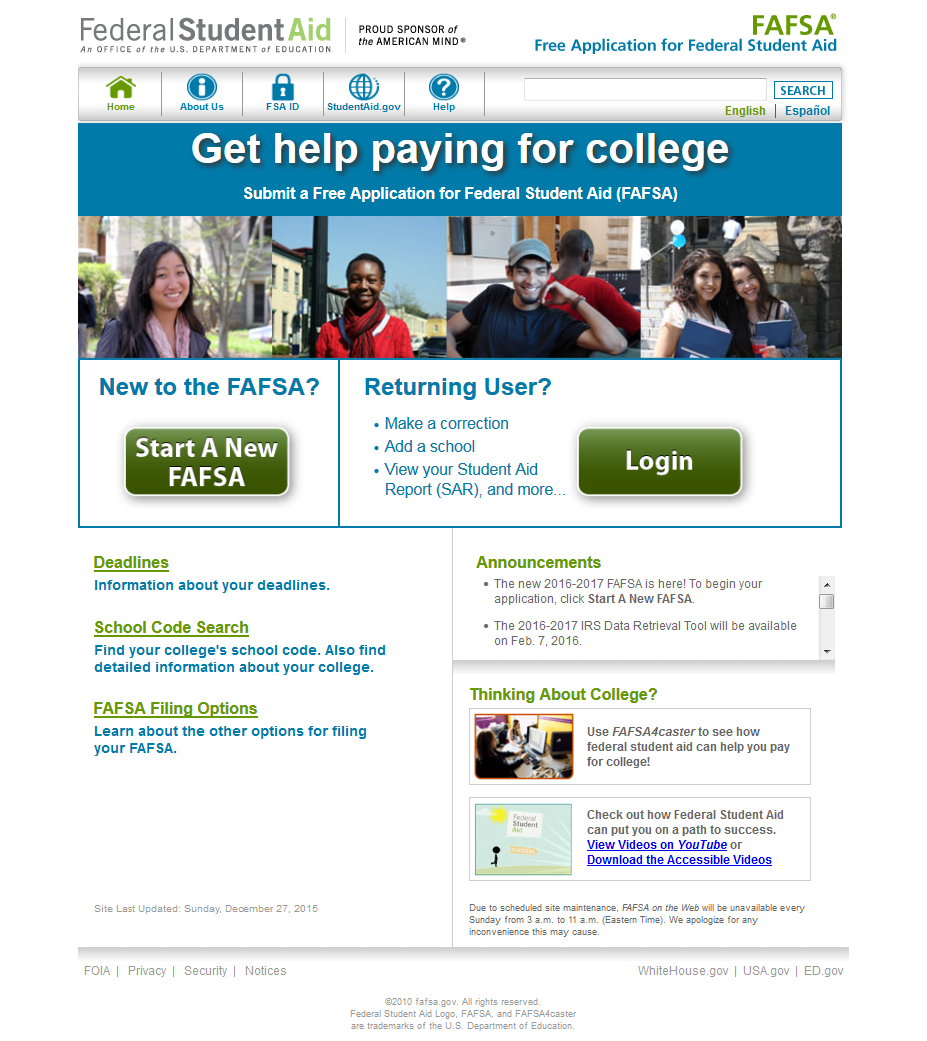
Le site Web officiel de FAFSA est fafsa.gov.

Afin de recevoir d'aides financières fédérales aux étudiants, un étudiant doit satisfaire aux critères suivants:
- être inscrit au système de service sélectif (pour la conscription aux États-Unis ), si un homme est âgé de 18 à 25 ans, si nécessaire[1];
- avoir maintenu le progrès scolaire satisfaisant (SAP)[2],[3];
- être un citoyen américain, un ressortissant américain ou un non-citoyen éligible;
- avoir un numéro de sécurité sociale valide;
- avoir un diplôme d'études secondaires ou GED ;
- avoir signé la déclaration de certification indiquant que: 1) il n'est pas en défaut de paiement sur un prêt étudiant fédéral et il ne doit pas d'argent sur une bourse d'études fédérale et 2) les aides financières fédérales aux étudiants ne seront utilisées qu'à des buts éducatifs;
- ne pas avoir été reconnu coupable de vente ou de possession de drogues illicites pendant que les aides fédérales était reçues[4].

Le Student Aid and Fiscal Responsibility Act (SAFRA) de 2010, une loi sur les aides aux étudiants et la responsabilité fiscale, a modifié les critères de suspension de l'admissibilité pour les infractions liées aux drogues. Auparavant, les étudiants pouvaient perdre leur admissibilité aux aides fédérales à cause de la possession ou de la vente d'une substance contrôlée pendant la période d'inscription à une université. SAFRA a abandonné les sanctions pour possession d'une substance contrôlée, mais a conservé les sanctions pour la vente d'une substance contrôlée. SAFRA augmente la suspension à deux ans pour une première infraction et à durée indéterminée pour une deuxième infraction.
La plupart des étudiants qui sont éligibles à recevoir l'aide fédérale et ont complété le FAFSA recevront d'aides financières indépendamment de leurs besoins financiers.

## Options de préparation et de classement
À partir de l' année académique 2017-2018, la FAFSA est mise à disposition du public le 1er octobre de chaque année pour la future année académique. L'année universitaire 2016-2017 était la dernière fois que la FAFSA n'était pas disponible avant le 1er janvier. Le ministère américain de l'Éducation a rendu le FAFSA disponible plus tôt pour mieux aligner le calendrier du processus de demande d'aide financière avec le processus typique de demande d'université. De plus, des informations fiscales américaines datant de 2 ans sont utilisées pour compléter les sections financières du FAFSA à partir de l'année universitaire 2017-2018. Ce changement dans l'utilisation des informations «année d'imposition précédente» permet aux familles d'utiliser l'outil de récupération de données IRS dans le FAFSA pour vérifier leurs informations fiscales sans délai à partir du traitement des informations fiscales par l'IRS. Certaines aides financières sont fournies sur la base du premier arrivé, premier servi, et les étudiants sont encouragés à soumettre un FAFSA dès que possible.
Selon le site Web du ministère américain de l'Éducation, les étudiants ont trois options pour remplir le formulaire:
- en ligne sur fafsa.gov (d'autres sites Web tels que fafsa.com, fafsa.net peuvent sembler officiels, mais la plupart de ces sites facturent des frais d'assistance)
- dans l'application mobile myStudentAid (disponible sur l' App Store ou Google Play )
- Appelez le 1-800-433-3243 pour obtenir un PDF du formulaire

Le Higher Education Opportunity Act de 2008 (une loi sur les possibilités d'enseignement supérieur) autorise la préparation FAFSA payante. Selon la loi, les services de préparation FAFSA payants doivent, lors du contact initial avec les étudiants, les informer de l'option gratuite et être transparents sur leur non-affiliation avec le ministère américain de l'Éducation et leurs frais. Les étudiants ne doivent pas s'engager avec des entreprises de préparation FAFSA qui ne sont pas transparentes sur les options FAFSA et leurs frais à l'avance, ou qui les promettent d'obtenir des bourses.

## Processus de demande
Les candidats complètent le FAFSA en fournissant leurs informations démographiques et financières et, dans de nombreux cas, les informations démographiques et financières de leurs parents / tuteurs. . En plus de ces informations démographiques et financières, les candidats peuvent noter jusqu'à dix universités pour recevoir les résultats de la demande une fois celle-ci traitée. Historiquement, on craignait que les universités refuseraient l'admission aux candidats, les mettraient sur la liste d'attente ou les offraient moins d'aide financière à cause de l'ordre dans lequel les candidats inscrivent les universités sur la demande, autrement dit la position de la FAFSA,. Cependant, le ministère américain de l'Éducation a modifié le FAFSA pour l'année scolaire 2016-2017 afin d'empêcher les universités d'avoir accès à d'autres universités notées sur l'application.
Les étudiants peuvent faire appel auprès du bureau d'aide financière de leur université afin de demander les aides financières supplémentaires si leur situation financière actuelle n'est plus la même que les informations financières qu'ils ont fournies sur FAFSA (c'est-à-dire que leur parent a récemment perdu son emploi). Le processus d'appel exact peut varier d'une université à l'autre,. SwiftStudent, un service gratuit, fournit des modèles de lettres que les étudiants peuvent utiliser lorsqu'ils font appel à leur aide financière.

## Types d'aide financière fédérale
Federal Student Aid propose plusieurs types de programmes d'aide financière.
- Bourse Pell - Une bourse pouvant atteindre 6 195 $ (à compter de l'année de bourse 2019-2020) pour les étudiants dont la contribution familiale attendue est faible[14]. Une étude NerdWallet de 2018 a révélé que les étudiants manquaient 2,6 milliards de dollars de bourse fédérales Pell gratuites en ne complétant pas le FAFSA[15].
- Federal Supplemental Educational Opportunity Grant (FSEOG) - Une bourse entre 100 $ et 4 000 $. La bourse est disponible seulement pour les étudiants de premier cycle. C'est limitée dans les universités et est généralement donnée aux étudiants qui ont terminé leur demande FAFSA tôt.
- Federal Direct Subsidized Loan  - Dans le cadre du programme fédéral de prêt étudiant Federal Direct Student Loan Program, les Federal Direct Subsidized Loans sont des prêts basés sur les besoins dont les intérêts sont payés par le gouvernement pendant que l'étudiant est inscrit au moins à mi-temps. Ils ont des taux d'intérêt fixes pour la durée de vie du prêt. Les taux d'intérêt des nouveaux prêts sont fixés chaque année par le Congrès américain.
- Federal Direct Unsubsidized Loans - Dans le cadre du programme fédéral de prêt étudiant Federal Direct Student Loan Program, Federal Direct Unsubsidized Loans ne sont pas fondés sur les besoins, ce qui signifie que presque tous les étudiants sont admissibles à les recevoir. Contrairement aux prêts subventionnés fédéraux, ces prêts portent intérêt au moment où ils sont appliqués au compte de scolarité d'un étudiant. Similaire des Federal Direct Subsidized Loans, ces prêts ont des taux d'intérêt fixes fixés chaque année par le Congrès américain.
- Le programme Federal Work-Study - Un programme d'emploi qui encourage les étudiants dont la contribution familiale attendue est faible à trouver un travail à temps partiel tout en poursuivant leurs études. Le programme permet au gouvernement fédéral de subventionner l'employeur d'un étudiant en payant environ la moitié du salaire de l'étudiant jusqu'à une certaine somme. Les étudiants n'ont pas besoin d'avoir une étude de travail fédérale pour travailler, mais certains postes universitaires ou à but non lucratif peuvent exiger qu'un étudiant ait le Federal Work-Study pour être employé.